# Рогожников, Николай Алексеевич
Никола́й Алексе́евич Рого́жников (12 декабря 1919, Содом, Вятская губерния — 2001, Вахтан, Нижегородская область) — старший сержант Советской Армии, участник Великой Отечественной войны, Герой Советского Союза (1945).

## Биография
Николай Рогожников родился 12 декабря 1919 года в деревне Содом (ныне — Шабалинский район Кировской области). После окончания семи классов школы работал сначала на руднике в Челябинской области, затем переехал в посёлок Вахтан Шахунского района Горьковской области, где работал на канифольно-экстракционном заводе. В июне 1941 года Рогожников был призван на службу в Рабоче-крестьянскую Красную Армию. С того же года — на фронтах Великой Отечественной войны. В боях два раза был ранен.
К январю 1945 года гвардии старший сержант Николай Рогожников командовал орудием 235-го гвардейского истребительно-противотанкового артиллерийского полка 10-й гвардейской истребительно-противотанковой артиллерийской бригады 5-й гвардейской армии 1-го Украинского фронта. Отличился во время освобождения Польши. В ночь с 23 на 24 января 1945 года расчёт Рогожникова одним из первых переправился через Одер в районе города Олау (ныне — Олава) и принял активное участие в боях за захват и удержание плацдарма на его западном берегу, лично уничтожил несколько вражеских огневых точек. В тех боях Рогожников получил ранение, но продолжал сражаться.
Указом Президиума Верховного Совета СССР от 10 апреля 1945 года за «отвагу и мужество, проявленные при форсировании реки Одер и в боях на захваченном плацдарме» гвардии старший сержант Николай Рогожников был удостоен высокого звания Героя Советского Союза с вручением ордена Ленина и медали «Золотая Звезда» за номером 6883.
После окончания войны Рогожников продолжил службу в Советской Армии. В 1948 году он был демобилизован. Проживал в Вахтане, работал в химлеспромхозе. Активно занимался общественной деятельностью, избирался делегатом XXII съезда КПСС, делегатом XIV съезда профсоюзов, членом райкома КПСС, депутатом поселкового, районного и областного Советов депутатов. Умер 2 июля 2001 года, похоронен в Вахтане.
Почётный гражданин Вахтана. Был также награждён орденом Отечественной войны 1-й степени и двумя орденами Красной Звезды, рядом медалей.
В честь Рогожникова названа улица в Вахтане и установлен стела в Шахунье.